# レーモン・ルーセル

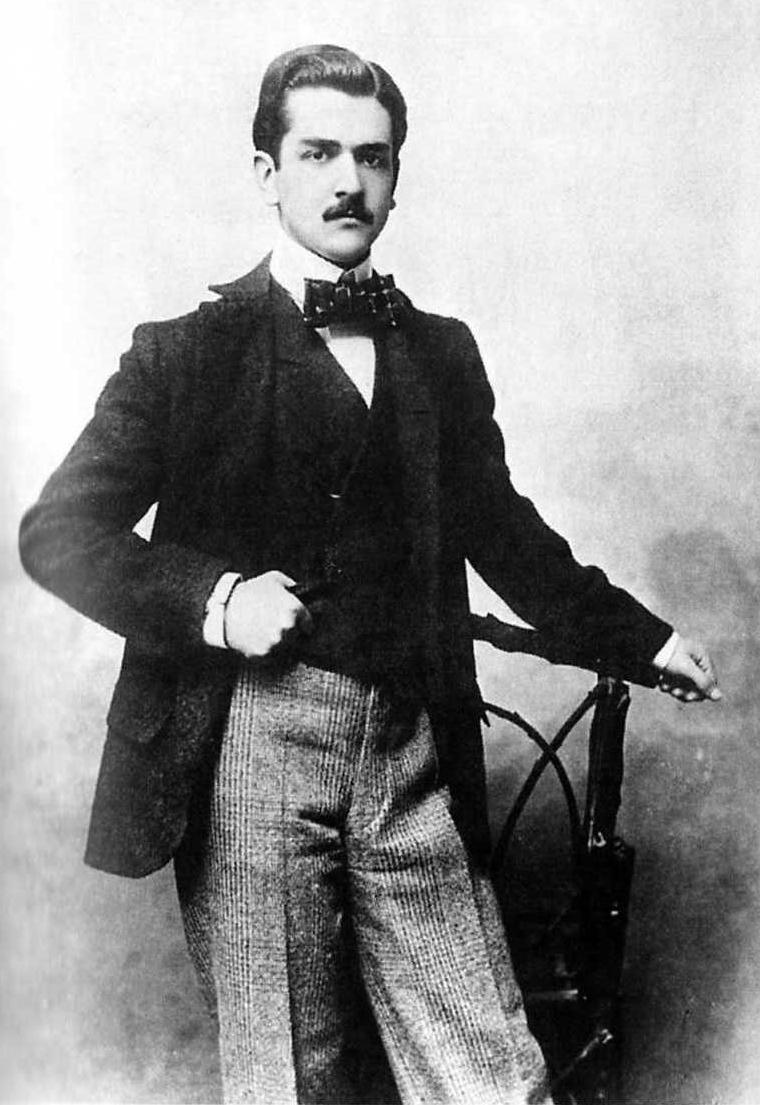
レーモン・ルーセル（19歳）

レーモン・ルーセル（Raymond Roussel、1877年1月20日 - 1933年7月14日）は、フランスの小説家、詩人。奇想と言語実験的作品がダダイスト、シュールレアリスト達に高く評価された。『アフリカの印象』『ロクス・ソルス』、および言語の難解さで著名な『新アフリカの印象』などがある。

## 生涯

### 少年期
パリのマルゼルブ通りで、株式仲買人の父と資産家の娘の母の間に三人兄弟の末っ子として生まれ、派手な暮らしぶりの中で幼少時代を過ごし、13歳の頃からピアノを学ぶ。父は17歳の時に死去し、ミシェル・レリスの父が財産管理の相談役となった。1889年、パリ国立高等音楽・舞踊学校のピアノ科を受験。翌年に予備科に入学し、1893年に合格して入学、ピアニストを目指し1898年まで在籍していた。
しかし在学中に音楽より詩人の素質があると考えて詩作を始め、17歳の時に「わが魂」を執筆、自らの韻の生産力を自覚する。1896年に処女作である長編韻文小説『代役』を書き、ルメール書店から自費出版する。この執筆中にルーセルは「栄光の感覚」を味わい、後々までその感覚を探し求めることになる。この体験については、後に神経症の治療にあたったピエール・ジャネの著作『不安から恍惚へ』で症例として記録された。しかしこの作品はまったく評価されず、大きなショックを受け、これ以後うつ病の発作が始まるようになる。

### 出版とスキャンダル
1900年から兵役に就き、その4年の間に『シックノード』『眺め』を出版。『シックノード』では、ほとんど同音だが意味の異なる二文を作り、そのうち一つで始まり、もう一つで終わる筋を作るという、独特の方法が用いられた。

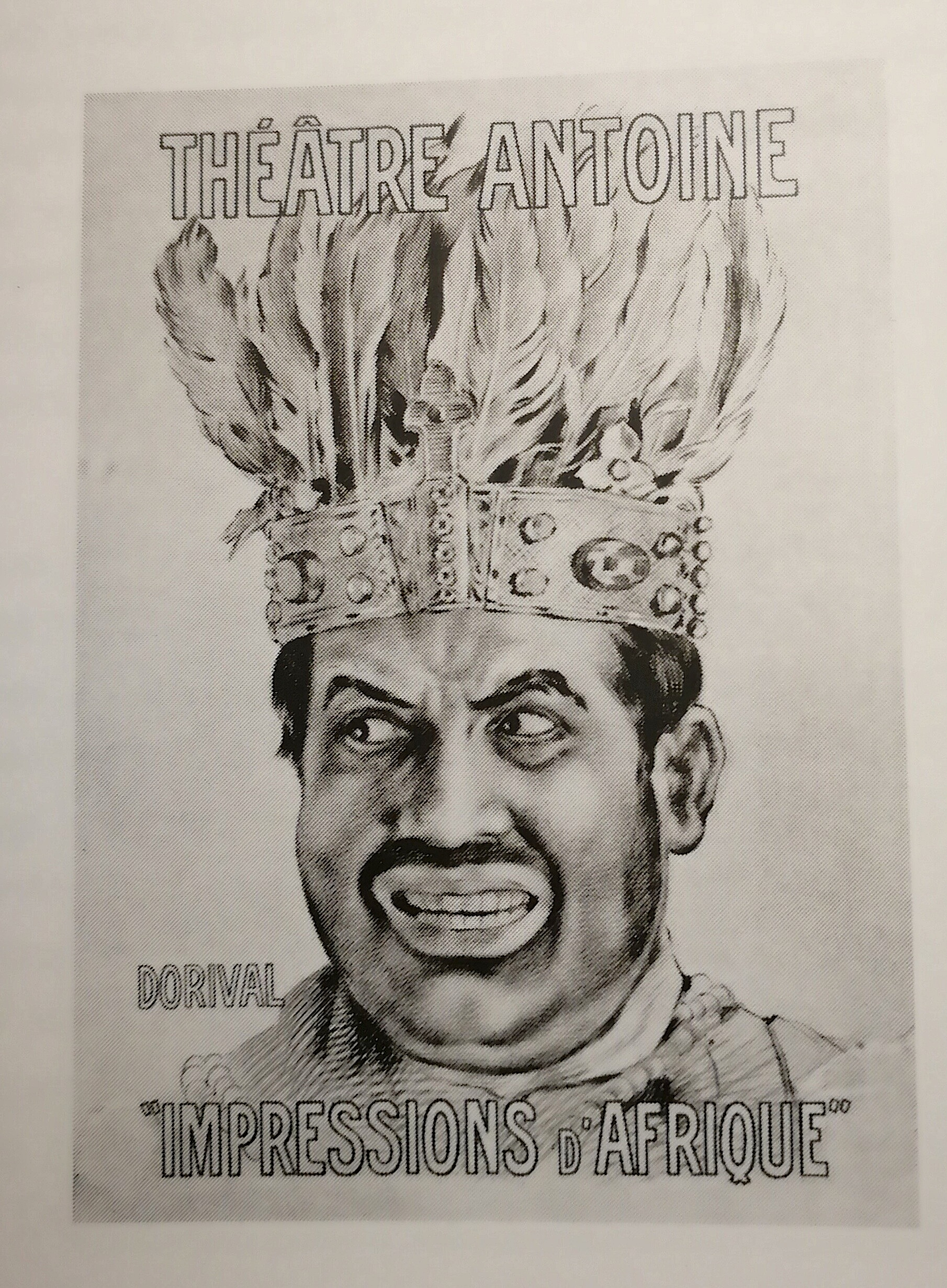
『アフリカの印象』アントワーヌ座上演時のポスター（1912年）

長い模索の時期を経て、1909年に「アフリカの印象」を『ゴロワ・デュ・ディマンシュ』紙に新聞小説として連載し、翌年出版。難解なこの作品は理解されなかったが、ビアリッツにある母の別荘の隣人だったエドモン・ロスタンに勧められ、1911年に芝居として脚色してフェミナ座で上演。続いてアントワーヌ座で1ヶ月間上演したところ、この「仔牛の肺臓のレール」や「チタールを弾くミミズ」の登場する奇妙な舞台に観客は呆れ、支配人に抗議の手紙が殺到した。しかし観客の中にいたギヨーム・アポリネール、マルセル・デュシャン、フランシス・ピカビア夫妻、11歳のミシェル・レリスなどは、この時の感動を後に記録している。
続いて1913年から『ゴロワ・デュ・ディマンシュ』紙に隔週で「ロクス・ソルス」を連載（連載中の題名は「ブージヴァルでの数時間」）し、1914年に単行本化。これは『アフリカの印象』と同じ手法を駆使して構文に凝った作品で、ロベール・ド・モンテスキューが好意的な批評を寄せた以外はまったく反響がなく、再び芝居として上演することにし、莫大な資金をかけて台本と演出は当時の流行作家であったピエール・フロンデ、主役にガブリエル・シニョレなど当代の名優達、音楽はモーリス・フーレ、装置はエミール・ベルタン、衣装はポール・ポワレなどを揃え、1922年にアントワーヌ座で上演された。公演は熱烈な支持者であったアンドレ・ブルトンらダダイスト達がさくらとなって拍手喝采した以外は、観衆は激しく反発し、その騒ぎのために二日目、三日目は休演になるほどのスキャンダルとなった。しかし、このために小説の方にも注目が集まり、多くの酷評の中で、リラダンやポーに比する好意的な評もいくつか現れた。
1924年に『額の星』をヴォードヴィル座で公演したが、ルーセルの熱烈な支持者であるブルトン、ロベール・デスノス、ポール・エリュアール、レリスラらと他の観客との間で騒ぎになり、乱闘にまで発展して、のちに「シュルレアリストたちのエルナニの戦い」とも呼ばれた。続いて1926年に『塵のように無数の太陽』をポルト=サン=マルタン座で上演したが、今度は破綻のない宝探しの物語であったことから、前衛的な作品を期待していた批評家からは凡庸な作品と評され、またシュルレアリストたちからも高い評価を得られなかったが、ジャン・フェリーだけが「（冒険小説ではなく）物の連鎖を書き綴っただけ」と評していた。

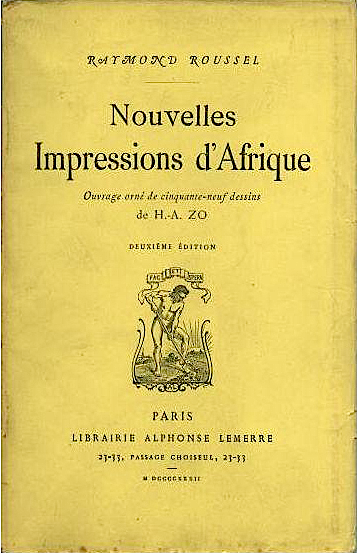
『新アフリカの印象』カバー（1932年）

これらの出版・上演によってルーセルは相続した財産を使い果たし、1928年に自宅を売却して、エルヒンゲン伯爵夫人となっていた姉の邸に移り住む。また、この年に1915年から書き始めていた『新アフリカの印象』を完成。これまで以上に難解となったこの作品は1932年に出版され、ダリに激賞された他は、かつての支持者達にも理解されなかった。この後、創作はほとんど行わず、睡眠薬とカフェでのチェスに没頭する。この時に「レーモン・ルーセル式」というチェスの定跡を考案した。旅行好きでもあり、1920年には世界一周を企て、1925年にはキャンピングカーでヨーロッパのあちこちを訪れたりした。
1933年に『私はいかにして或る種の本を書いたか』の原稿を「死後刊行のこと」と指定して印刷屋に渡して、1910年から愛人となっていたシャルロット・デュフレーヌとともにシチリア島パレルモに赴く。ここで睡眠薬に明け暮れる生活を送り、中毒の治療のためにスイスの療養所に向かおうとする日の朝にホテルの部屋で死去。『私はいかにして或る種の本を書いたか』は、死の翌々年に刊行された。

### 死後
1989年に、トランクルームのブデル商会から、倉庫に眠っていた9個のボール箱に詰め込まれたルーセルの遺稿・遺品がパリの国立図書館に寄贈された。その中には、1900年頃に執筆されたとみられる韻文の大作「セーヌ川」「結婚」など、新発見の1万行の詩、長編小説、韻文劇、その他の写真や書類などが入っており、20世紀フランス文学の「もっとも異様な発見」として話題になった。1994年からルーセル全集がポーヴェール社から刊行され、これらの遺稿も収録された。

## 作品と評価
ロベール・ド・モンテスキューはルーセルの詩「眺め」を早くから高く評価していた。このペン軸の先のガラス球の中に嵌め込まれた海岸の写真について65ページに渡って描写する作品が、「詩情の完全な欠如」を意図する作品とし、「人間の頭脳が生んだもっとも奇異な観念の一つ」で「十二音綴形式の精密機械」であると評した。
『私はいかにして或る種の本を書いたか』では、彼の「手法(procédé)」について明かされており、『アフリカの印象』『ロクス・ソルス』『額の星』『無数の太陽』、および構想用資料だけが『私はいかにして』に含まれている「ハバナにて」（仮題）が、その「手法」による作品になっている。また1900年代に書かれた「爪はじき」など3つの短編も、最初と最後の文章がほとんど同じ音を持つという方法で書かれていた。
『アフリカの印象』は、熱帯アフリカにあるポニュケレ王国の王の聖別式とそれに伴う行事、漂着したヨーロッパの客船の乗客達による演芸大会が描かれ、続いてそこに至るまでの経緯が説明される。これらは音が似ていたり、意味が似ている語や文を組み合わせて、挿話を発想するという方法で書かれた。『ロクス・ソルス』もまた同様の方法で書かれ、パリ郊外に住む科学者の邸内の発明品の数々を見て回るという展開となっている。文体は無個性に見えて、いかに少ない言葉で表現できるかを追求したもので、「私は一行一行に血を流します」という言葉をジャネに向けて残している。
『新アフリカの印象』は、エジプトの観光地の写真の描写をテーマとしている100ページほどの韻文作品で、括弧の中に何重にも括弧が開かれるという難解な構文で書かれている。
同時代には、ブルトン、ジャン・フェリー、ミシェル・カルージュ、ミシェル・レリスなどがルーセルを高く評価し、ブルトンの『シュルレアリスム宣言』（1924年）では古今の作家に並べて「ルーセルは逸話においてシュルレアリストである」と述べられた。ただしルーセル自身はシュルレアリスムにはさほど興味がなく、尊敬していた作家はジュール・ヴェルヌ、ピエール・ロチで、アレクサンドル・デュマやコナン・ドイルを好んだという。ダリは『革命のためのシュルレアリスム』誌で『新アフリカの印象』について、「当代にあって、詩的にもっともとらえ難い、したがってもっとも未来性に富む」と評した。
モンテスキューは『アフリカの印象』『ロクス・ソルス』にも好意的な評を書き、ルーセルの手法を「一見解けそうもない事実の方程式を出しておいて、そのあとで、全く議論の余地を残さないほどもっともらしく、やすやすとそれらを解いてみせる代数的情熱」と述べており、ルーセルも『私はいかにして』の中でこの表現を引用している。モンテスキューはヌイイ居住時には隣人同士で、ルーセルの姉の前夫シャルル・ド・ブルトイユ侯爵とも旧知であったことから交際もあり、モンテスキューの死まで文通が続いていた。
死後の1960年代になって作品が再刊され、ミシェル・ビュトール、ミシェル・フーコー、ジャン・スタロバンスキー、アラン・ロブ＝グリエ、ジャン・リカルドー、ジュリア・クリステヴァなどがルーセルを論じ、フーコーの『レーモン・ルーセル』（1963年）では言語実験について述べた。フランソワ・カラデックの『レーモン・ルーセルの生涯』（1972年）では彼の生涯が綴られ、ルーセルは同性愛者でもあり、1897年には少年を相手にする事件で警察沙汰になったなどの事実も明らかにされた。イアン・ワトスンが1973年に発表した『エンベディング』は、『新アフリカの印象』で使われた言語による思考というアイデアで書かれた。
生誕100年にあたる1977年には、各雑誌・新聞が特集号を出し、『アフリカの印象』のテレビドラマが放映された。ルーセルは「現代文学の偉大な先駆者の一人」（レットル・ヌヴェル誌）と見なされ、デュシャン、レーモン・クノー、ミシェル・ビュトールなど美術、文学に大きな影響を与えたとされている。
日本での紹介は、1975年にフーコーの『レーモン・ルーセル』が訳され、雑誌『地下演劇』（1976年）、『ユリイカ』（1977年）、がルーセル特集号を組み、1980年に『アフリカの印象』が訳された際には『図書新聞』第一面で紹介され、澁澤龍彥、種村季弘、吉増剛造らの好意的な評が寄せられた。保坂和志は『小説の誕生』（新潮社、2006年）で『アフリカの印象』『ロクス・ソルス』を紹介している。（評伝研究は下記参照）

## 著作リスト
- Mon Âme 1897年（詩集）
- 『代役』La Doublure 1897年
- 『シックノード』Chiquenaude  1900年
- 『眺め』La Vue, Le Concert et La Source 1904年
- 『アフリカの印象』Impressions d'Afrique 1910年
- 『ロクス・ソルス』Locus Solus 1914年
- Pages choisies d'Impressions d'Afrique et de Locus Solus 1918年
- 『額の星』L'Étoile au front 1925年
- 『塵のように無数の太陽』La Poussière de soleils 1927年
- 『新アフリカの印象』Nouvelles Impressions d'Afrique 1932年
- 『私はいかにして或る種の本を書いたか』Comment j'ai écrit certains de mes livres 1935年
- 『セーヌ』La seine 1994年（1900年執筆）
- 『結婚』Les Noces 1998年（1904年執筆）

### 主な日本語訳
- 『アフリカの印象』 岡谷公二訳、平凡社ライブラリー、2007年
- 『ロクス・ソルス』 岡谷公二訳、平凡社ライブラリー、2004年
- 『額の星／無数の太陽』 國分俊宏・新島進訳、人文書院、2001年／平凡社ライブラリー、2018年
- 『アフリカの印象　抄訳』 坂口恭平・國分俊宏訳、伽鹿舎、2016年

## 注
1. 1 2  「星と太陽、双子の戯曲-訳者あとがきに代えて」（『額の星／無数の太陽』平凡社 2018年）
2. 1 2  岡谷公二「『さかしま』から『ロクス・ソルス』へ」（『夜想 17』ペヨトル工房 1985年11月）